# 80e division d'infanterie (Royaume-Uni)
La 80e division d'infanterie de réserve (80th Infantry (Reserve) Division) est une division d'infanterie de la British Army créée au début de l'année 1943, lors de la Seconde Guerre mondiale. Lors des vingt mois d'existence de l'unité, elle sert de formation d'entraînement. Les recrues de l'armée sont envoyés dans la division pour parfaire leur formation avant d'être incorporés dans les différentes unités combattant sur les différents fronts. La 80e division sert de réserve au 21e groupe d'armées, qui participe alors à la bataille de Normandie. Après que toutes les troupes disponibles ont quitté le Royaume-Uni, la division est dissoute.
Une 80e division d'infanterie fantôme est créée dans le cadre de l'opération Fortitude, une vaste manœuvre de tromperie envers les Allemands, destinée à détourner une partie des forces ennemies de la France. La division fait alors partie de la 4e armée britannique fictive, censée faire partie d'un plan allié de débarquement dans le Pas-de-Calais. Cette mission de diversion est un succès et perturbe la réaction allemande lors du débarquement. La division fantôme est « dissoute » avant la fin de la guerre. 

## Histoire

### Formation d'entraînement
Au cours de la Seconde Guerre mondiale, les divisions de la British Army sont partagées entre celles de la catégorie Higher Establishment et celles de la catégorie Lower Establishment. Les premières sont déployées au-delà des mers et sont les unités combattantes proprement dites, tandis que les autres sont cantonnées à un rôle statique de défense du territoire (Home Defence),. Au cours de l'hiver 1942-1943, trois Lower Establishment Divisions sont renommées et deviennent des divisions de réserve. Le 1er janvier 1943, s'ajoute à ces divisions la nouvelle 80e division d'infanterie de réserve, dirigée par le Major General Lionel Howard Cox. Ces quatre unités sont utilisées comme formations d'entraînement,. Les recrues qui ont terminé leur entraînement initial viennent le compléter au sein de ces divisions. Durant cinq semaines, ils subissent une formation aux niveaux de la section, du peloton et de la compagnie, avant un exercice final de trois jours. Par la suite, ils sont envoyés au sein des formations combattantes. 
Au cours de son existence, la 80e division est assignée au Western Command. Elle est dispersée au sein de la zone sous la responsabilité de ce commandement. Un bataillon au moins est stationné dans le camp de Bowerham, à Lancaster et un autre dans le Shropshire. L' Imperial War Museum rapporte que l'insigne de la division est un navire transporteur de troupes, en référence à la fonction première de la division qui est de préparer les recrues à combattre en dehors du Royaume-Uni. Le dessin comprend deux importantes vagues partant de la proue du navire, ce qui explique le surnom donné par les hommes de la division de « navire torpillé ». Cet insigne est uniquement porté par les membres permanents de la division.
Au 30 juin 1944, la 80e division d'infanterie de réserve, aux côtés des autres divisions d'entraînement, regroupe un total de 22 355 hommes, parmi lesquels seuls 1 100 sont directement mobilisables comme renforts pour le 21e groupe d'armées. Le reste des effectifs est considéré comme non disponible pour le combat pour plusieurs raisons, qu'elles soient médicales ou liées à leur manque d'entraînement. Lors des six mois qui suivent, jusqu'à 75 % de ces hommes sont déployés pour renforcer le 21e groupe d'armées, après la fin de leur entraînement et avoir atteint les aptitudes physiques requises. Stephen Hart commente ainsi que, en septembre, le 21e groupe d'armée a laissé les Homes Forces sans plus aucune force d'infanterie mobilisable, en raison des pertes subies lors de la bataille de Normande, qui réduisent la British Army à « de jeunes garçons, de vieux soldats et des hommes insuffisamment en condition », à l'exception notable de 52e (Lowland) division d'infanterie. Le 1er septembre 1944, la division est dissoute. Cox reçoit le commandement de la 38e division d'infanterie de réserve qui prend la suite de la 80e division.

### Opération de diversion

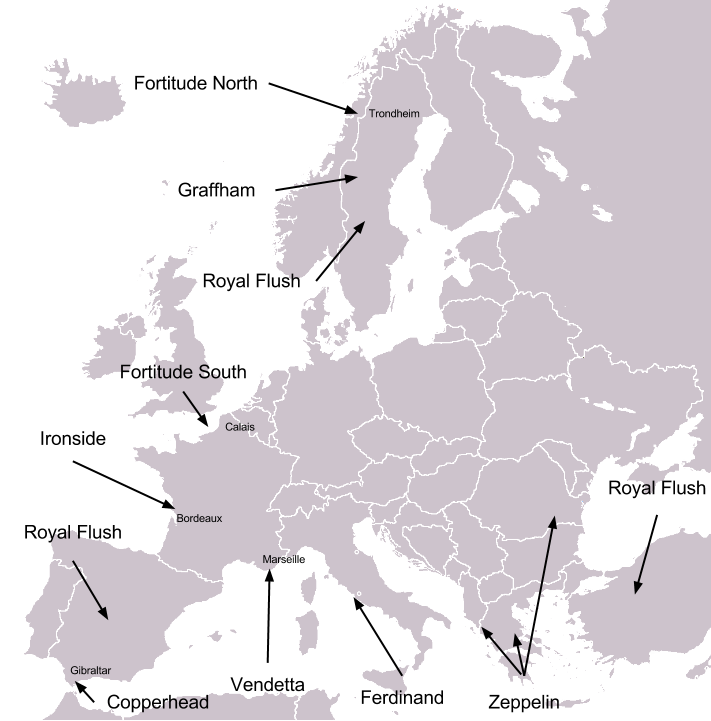
Carte présentant les différents lieux de débarquement fictifs devant focaliser l'attention des Allemands.

La création d'une unité fictive émerge lors de la réorganisation des forces britanniques. Au cours de l'année 1944, la British Army fait face à un manque d'effectifs. Elle ne dispose pas d'assez de recrues pour combler les pertes sur le champ de bataille et des efforts sont faits pour y remédier, comme le choix de reconvertir des hommes combattant dans l'artillerie ou dans la Royal Air Force en troupes d'infanterie. Le War Office décide de réduire la taille de l'armée en supprimant certaines divisions pour ensuite transférer leurs membres dans les différentes unités, pour que celles-ci disposent des effectifs les plus proches possibles de ceux théoriques. Cela explique la désactivation de la 80e division d'infanterie.
La Force R, qui coordonne les actions destinées à tromper l'ennemi, profite de cette situation pour faire de la 80e division une unité fantôme. Une histoire inventée de toutes pièces est montée pour expliquer le changement de statut de l'unité. En effet, celui-ci vient du fait qu'avec l'approche de la fin de la guerre, plusieurs unités de la Territorial Army reprennent leurs activités de recrutement normales en temps de paix et cèdent leur équipement et leurs ressources aux autres unités. Ainsi, la 80e division procède ainsi au profit de la 38e division. Du fait du transfert d'équipement, la 80e division est élevée au rang d' Higher Establishment Division, prête au combat. Elle rejoint alors le fictif VIIe Corps, appartenant à la tout aussi fictive 4e Armée. Elle conserve son insigne traditionnel et est prétendument basée à Canterbury, comprenant les 50e, 208e et 211e brigades.